# Eleições europeias de 2014 em Cascais

## Resultados Oficiais
| Partido                 | Partido                               | Votos   | %               | +/-  |
| ----------------------- | ------------------------------------- | ------- | --------------- | ---- |
|                         | Aliança Portugal                      | 19 824  | 32,51 / 100,00  | 9,88 |
|                         | Partido Socialista                    | 15 743  | 25,82 / 100,00  | 2,44 |
|                         | Coligação Democrática Unitária        | 7 282   | 11,94 / 100,00  | 3,08 |
|                         | Partido da Terra                      | 4 205   | 6,90 / 100,00   | 6,07 |
|                         | Bloco de Esquerda                     | 3 011   | 4,94 / 100,00   | 7,19 |
|                         | LIVRE                                 | 2 196   | 3,60 / 100,00   | Novo |
|                         | Partido pelos Animais e pela Natureza | 1 677   | 2,75 / 100,00   | Novo |
|                         | PCTP/MRPP                             | 777     | 1,27 / 100,00   | 0,41 |
|                         | Outros                                | 2 026   | 3,32 / 100,00   |      |
| Votos Inválidos         | Votos Inválidos                       | 4 239   | 6,95 / 100,00   | 0,60 |
| Total                   | Total                                 | 60 980  | 100,00 / 100,00 |      |
| Eleitorado/Participação | Eleitorado/Participação               | 174 003 | 35,05 / 100,00  | 2,64 |

## Resultados por Freguesia
Os resultados seguintes referem-se aos partidos que obtiveram mais de 1,00% dos votos:
| Freguesia            | %     | %     | %     | %    | %    | %    | %    | %    | Votantes |
| Freguesia            | AP    | PS    | CDU   | MPT  | BE   | L    | PAN  | PCTP | Votantes |
| -------------------- | ----- | ----- | ----- | ---- | ---- | ---- | ---- | ---- | -------- |
| Alcabideche          | 29,66 | 28,97 | 11,57 | 6,59 | 5,01 | 2,72 | 2,56 | 1,76 | 10 303   |
| Carcavelos e Parede  | 32,88 | 23,68 | 11,45 | 7,46 | 5,34 | 5,02 | 3,00 | 0,91 | 15 604   |
| Cascais e Estoril    | 42,12 | 22,49 | 8,88  | 6,11 | 4,32 | 3,31 | 2,45 | 0,82 | 19 172   |
| São Domingos de Rana | 22,40 | 29,88 | 16,35 | 7,48 | 5,23 | 3,13 | 2,99 | 1,86 | 15 901   |
| Cascais              | 32,51 | 25,82 | 11,94 | 6,90 | 4,94 | 3,60 | 2,75 | 1,27 | 60 980   |

#### Alcabideche
| Partido                 | Partido                               | Votos  | %               | +/-  |
| ----------------------- | ------------------------------------- | ------ | --------------- | ---- |
|                         | Aliança Portugal                      | 3 056  | 29,66 / 100,00  | 8,73 |
|                         | Partido Socialista                    | 2 985  | 28,97 / 100,00  | 2,42 |
|                         | Coligação Democrática Unitária        | 1 192  | 11,57 / 100,00  | 2,44 |
|                         | Partido da Terra                      | 679    | 6,59 / 100,00   | 5,60 |
|                         | Bloco de Esquerda                     | 516    | 5,01 / 100,00   | 7,07 |
|                         | LIVRE                                 | 280    | 2,72 / 100,00   | Novo |
|                         | Partido pelos Animais e pela Natureza | 264    | 2,56 / 100,00   | Novo |
|                         | PCTP/MRPP                             | 181    | 1,76 / 100,00   | 0,52 |
|                         | Outros                                | 374    | 3,64 / 100,00   |      |
| Votos Inválidos         | Votos Inválidos                       | 776    | 7,53 / 100,00   | 0,65 |
| Total                   | Total                                 | 10 303 | 100,00 / 100,00 |      |
| Eleitorado/Participação | Eleitorado/Participação               | 32 699 | 31,51 / 100,00  | 3,23 |

#### Carcavelos e Parede
| Partido                 | Partido                               | Votos  | %               |
| ----------------------- | ------------------------------------- | ------ | --------------- |
|                         | Aliança Portugal                      | 5 130  | 32,88 / 100,00  |
|                         | Partido Socialista                    | 3 695  | 23,68 / 100,00  |
|                         | Coligação Democrática Unitária        | 1 787  | 11,45 / 100,00  |
|                         | Partido da Terra                      | 1 164  | 7,46 / 100,00   |
|                         | Bloco de Esquerda                     | 834    | 5,34 / 100,00   |
|                         | LIVRE                                 | 784    | 5,02 / 100,00   |
|                         | Partido pelos Animais e pela Natureza | 468    | 3,00 / 100,00   |
|                         | Outros                                | 651    | 4,17 / 100,00   |
| Votos Inválidos         | Votos Inválidos                       | 1 091  | 6,99 / 100,00   |
| Total                   | Total                                 | 15 604 | 100,00 / 100,00 |
| Eleitorado/Participação | Eleitorado/Participação               | 38 384 | 40,65 / 100,00  |

#### Cascais e Estoril
| Partido                 | Partido                               | Votos  | %               |
| ----------------------- | ------------------------------------- | ------ | --------------- |
|                         | Aliança Portugal                      | 8 076  | 42,12 / 100,00  |
|                         | Partido Socialista                    | 4 312  | 22,49 / 100,00  |
|                         | Coligação Democrática Unitária        | 1 703  | 8,88 / 100,00   |
|                         | Partido da Terra                      | 1 172  | 6,11 / 100,00   |
|                         | Bloco de Esquerda                     | 829    | 4,32 / 100,00   |
|                         | LIVRE                                 | 634    | 3,31 / 100,00   |
|                         | Partido pelos Animais e pela Natureza | 470    | 2,45 / 100,00   |
|                         | Portugal pro Vida                     | 200    | 1,04 / 100,00   |
|                         | Outros                                | 582    | 3,03 / 100,00   |
| Votos Inválidos         | Votos Inválidos                       | 1 194  | 6,23 / 100,00   |
| Total                   | Total                                 | 19 172 | 100,00 / 100,00 |
| Eleitorado/Participação | Eleitorado/Participação               | 57 060 | 33,60 / 100,00  |

#### São Domingos de Rana
| Partido                 | Partido                               | Votos  | %               | +/-  |
| ----------------------- | ------------------------------------- | ------ | --------------- | ---- |
|                         | Partido Socialista                    | 4 751  | 29,88 / 100,00  | 1,77 |
|                         | Aliança Portugal                      | 3 562  | 22,40 / 100,00  | 8,31 |
|                         | Coligação Democrática Unitária        | 2 600  | 16,35 / 100,00  | 2,75 |
|                         | Partido da Terra                      | 1 190  | 7,48 / 100,00   | 6,52 |
|                         | Bloco de Esquerda                     | 832    | 5,23 / 100,00   | 7,95 |
|                         | LIVRE                                 | 498    | 3,13 / 100,00   | Novo |
|                         | Partido pelos Animais e pela Natureza | 475    | 2,99 / 100,00   | Novo |
|                         | PCTP/MRPP                             | 296    | 1,86 / 100,00   | 0,57 |
|                         | Outros                                | 519    | 3,26 / 100,00   |      |
| Votos Inválidos         | Votos Inválidos                       | 1 178  | 7,40 / 100,00   | 0,29 |
| Total                   | Total                                 | 15 901 | 100,00 / 100,00 |      |
| Eleitorado/Participação | Eleitorado/Participação               | 45 860 | 34,67 / 100,00  | 1,82 |